# Copa Chevallier Boutell 1956
Copa Chevallier Boutell 1956 - turniej towarzyski o Puchar Chevallier Boutell między reprezentacjami Paragwaju i Argentyny rozegrano po raz dwunasty w 1956 roku.

## Mecze
| 15 sierpnia Asunción |  | Paragwaj | 0 | - | 1 (0-1) | Argentyna |

Triumfatorem turnieju Copa Chevallier Boutell 1956 został zespół Argentyny.